# Muflon
 Denne artikel bør gennemlæses af en person med fagkendskab for at sikre den faglige korrekthed.
       – Eftersynet gælder bl.a. taksoboksen som måske kan suppleres

Muflon er benævnelsen på flere former af vilde får i Europa og Asien, men på dansk menes som regel den europæiske muflon (Ovis musimon). Det er omdiskuteret om muflonen er en af stamformerne til tamfåret eller selv er en forvildet efterkommer af tamfår. Muflonen lever i bjergegne, normalt over trægrænsen.
Bestanden af asiatisk muflon og urialfår bliver samlet af IUCN kategoriseret som sårbar (VU), fordi bestanden er gået drastisk tilbage i de seneste årtier.

## Beskrivelse
Muflonen har en rødbrun, kort pels med en mørk stribe langs ryggen og en lys saddeltegning. Hanner og nogle hunner har horn. Hos udvoksede hanner er hornene snoede næsten en hel omgang og er op til 85 cm lange. Skulderhøjden er cirka 90 cm og vægten er omkring 50 kg hos hanner og 35 kg hos hunner.

## Udbredelse

### Europæisk muflon
Den europæiske muflon (Ovis aries musimon eller Ovis musimon) er i Europa oprindeligt udbredt på Sardinien og Korsika, men er siden blevet indført mange steder i det øvrige Europa som jagtvildt, især til Tyskland og Østrig i begyndelsen af 1900-tallet.
Muflonen er fra i 1950'erne blevet indført til Danmark, hvor der nu findes fritlevende bestande på isolerede øer som Vejrø ved Samsø, Æbelø og Brandsø samt ved Skuldelev Ås på Hornsherred.[kilde mangler] Mufloner foretrækker et landskab, der veksler mellem åbne, solbeskinnede sletter og krat af stedsegrønne vækster. Mufloner klarer sig derimod dårligt i tætte træbevoksninger eller på fugtig bund.

### Asiatisk muflon
Den asiatiske muflon er udbredt i Kaukasus, Anatolien, nordlige Irak og vestlige Iran. Det videnskabelige navn varierer alt efter systematisk opfattelse og er enten en gruppe af underarter under Ovis aries (kaldet orientalis-gruppen) eller en gruppe af underarter under urialfåret (Ovis orientalis).
Undertiden benævnes også østligere bestande gennem Centralasien til Mongoliet som mufloner, det vil sige inklusiv urialfår og argalifår.